# Interface Region Imaging Spectrograph
El Interface Region Imaging Spectrograph (o IRIS) és una missió espacial proposada per observar el Sol, de la NASA. És una missió del Programa Small Explorer de la NASA per investigar les condicions físiques de l'extremitat solar, en particular la cromosfera del Sol. El Solar and Astrophysics Laboratory (LMSAL) de Lockheed Martin està integrant en l'observatori. L'observatori consta d'una nau espacial i l'espectròmetre que consta el LMSAL, i un telescopi proporcionat pel Smithsonian Astrophysical Observatory. Serà serà llançat en un coet Pegasus. Un cop en òrbita serà operat per Solar and Astrophysics Laboratory de Lockheed Martin i el NASA Ames Research Center.
El seu instrument és un Espectròmetre de Mapes Ultraviolats d'Alta Velocitat, gravant una imatge per segon, 0,3 segons d'arc de resolució espacial i resolució espectral sub-àngstrom.
La NASA va anunciar el 19 de juny de 2009 que l'IRIS va ser seleccionat entre sis candidats per a la missió Small Explorer, juntament amb el Gravity and Extreme Magnetism SMEX.
La nau espacial està prevista per a l'enviament l'1 de març a Vandenberg AFB, Calif., pel llançament el 28 d'abril.

## Equip IRIS
Els equips dels membres científics i enginyers s'inclouen:
- Lockheed Martin Solar and Astrophysics Lab
- Lockheed Martin Sensing and Exploration Systems
- Smithsonian Astrophysical Observatory
- Montana State University – Bozeman
- Institute for Theoretical Astrophysics, Universitat d'Oslo
- High Altitude Observatory, NCAR
- Universitat Stanford
- NASA Ames Research Center
- NASA Goddard Space Flight Center
- National Solar Observatory
- Space Sciences Lab, UC Berkeley
- Princeton Plasma Physics Laboratory
- Sydney Institute for Astronomy, Universitat de Sydney
- Center for Plasma Astrophysics, Katholieke Universiteit Leuven
- Mullard Space Science Laboratory
- Rutherford-Appleton Laboratory
- Agència Espacial Europea
- Max Planck Institute for Solar System Research
- National Astronomical Observatory, Tòquio
- Niels Bohr Institute, Universitat de Copenhagen